# Sławomir Zubrzycki
Sławomir Zubrzycki (ur. 12 października 1963 w Krakowie) – polski pianista oraz kompozytor, konstruktor instrumentu viola organista wymyślonego przez Leonarda da Vinci.

## Życiorys

### Wykształcenie
W roku 1988 ukończył krakowską Akademię Muzyczną, gdzie studiował w klasie fortepianu prof. Tadeusza Żmudzińskiego. Uczestniczył w mistrzowskich kursach interpretacji prowadzonych przez Wiktora Mierżanowa, Włodzimierza Obidowicza, Michaela Lewina, Jerome Lowenthala i Johanna Sonnleitnera. W latach 1990–1991 był stypendystą Fundacji Fulbrighta. W okresie tym studiował grę na fortepianie w The Boston Conservatory of Music w Stanach Zjednoczonych pod kierunkiem Janice Weber.

### Kariera solistyczna
Jako solista koncertował z wieloma orkiestrami w Stanach Zjednoczonych, Niemczech, Austrii oraz na Ukrainie, w tym m.in. z Orkiestrą Polskiego Radia w Krakowie, Orkiestrą Filharmonii Krakowskiej, Capellą Cracoviensis, Toruńską Orkiestrą Kameralną.
Jest członkiem Kwartetu Olgi Szwajgier.

### Udział w festiwalach
Sławomir Zubrzycki brał udział w wielu polskich oraz zagranicznych festiwalach muzycznych, w tym m.in. Poznańskiej Wiośnie Muzycznej, Dniach Muzyki Kompozytorów Krakowskich, Muzyka w Starym Krakowie, Audio-Art, Festiwalu Kultury Żydowskiej w Krakowie, Konfrontacjach Chopinowskich w Antoninie, Fest der Kontinente w Berlinie, Visiting Artist Series w Berklee College of Music, Kolory Polski, Turning Sounds w Kolonii i Warszawie, Avantgarde Tirol Festival, Edinbourgh Festival, Era Schaeffera i innych.
W 1987 został laureatem Festiwalu Pianistyki Polskiej w Słupsku.

### Działalność kompozytorska
W latach 90. XX w. kompozytor współpracował z Telewizją Polską. W roku 1995 prowadził cykl wykładów o instrumentach muzycznych w Programie 1 Telewizji Polskiej. W latach 1997–1999 był autorem muzyki do polskiej wersji programu Ulica Sezamkowa. Zrealizował także muzykę do programów TVP, m.in.:
- Wszystko gra (TVP1, 1995),
- Nasza Klasa (TVP1, 1996),
- Domowe Abecadło (TVP1, 1997),
- Wszystko dla mamy (TVP1, 1999),
- Bzik kontrolowany (TVP3, 2002).

W roku 2006 wraz z Andrzejem Zaryckim zinstrumentował na klasyczny kwartet instrumentów (fortepian, skrzypce, wiolonczelę oraz klarnet) Suitę krakowską – nawiązujący tematycznie do Krakowa cykl utworów, inspirowany muzyką popularną i teatralną, związaną m.in. z krakowską „Piwnicą pod Baranami”. Utwory te w 2008 roku nakładem wydawnictwa Zaszafie.pl ukazały na płycie „La Boheme Suita Krakowska”, której premiera odbyła się 19.X.2008r.w Teatrze im. Juliusza Słowackiego w Krakowie

## Rekonstrukcja instrumentów

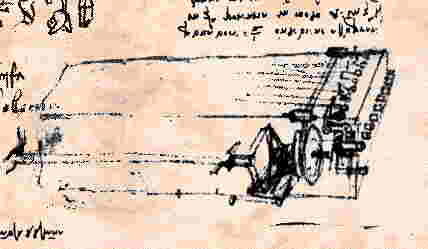
Szkic instrumentu viola organista w Kodeksie Atlantyckim Leonarda da Vinci z lat (1488–1489).

Oprócz działalności kompozytorskiej oraz muzycznej zajmuje się również odtwarzaniem starych instrumentów muzycznych. W roku 1994 zbudował kopię klawikordu Johanna Sielbermana z 1775 roku. W latach 2009–2012 na podstawie 500-letniego rysunku autorstwa Leonarda da Vinci Sławomir Zubrzycki zrekonstruował strunowo-smyczkowy instrument viola organista, na którym dzięki naciskowi klawiszy (jak w fortepianie) możliwe jest uzyskanie brzmienia instrumentu smyczkowego. Aby zrealizować ten projekt, przez ponad 3 lata poświęcił 5 tys. godzin pracy oraz prawie 10 tys. dolarów. Osiągnięcie konstruktora zostało zignorowane przez polskie media. Napisała o nim jedynie redakcja Tygodnika Powszechnego.
Temat spotkał się natomiast z dużym zainteresowaniem światowych mediów. Ukazał się szereg artykułów na ten temat w prasie zagranicznej („Le Figaro”, „The Huffington Post, „The Telegraph”, „Daily Mail”). Film z prezentacją instrumentu obejrzało w internecie ponad 2 mln widzów.
Sławomir Zubrzycki otrzymał wiele propozycji koncertowych. Współpracę zaproponowała kompozytorowi także islandzka piosenkarka Björk. Dopiero po światowym rozgłosie tematem zainteresowały się także redakcje polskich czasopism. Pierwsza publiczna prezentacja instrumentu odbyła się 18 października 2013 roku w Auli Floriance podczas V edycji Międzynarodowego Festiwalu Pianistycznego Królewskiego Miasta Krakowa, druga odbyła się 21 listopada tego samego roku na krakowskim Festiwalu Conrada.